# Comuna Hoholeve, Șîșakî
Hoholeve (în ucraineană Гоголеве) este o comună în raionul Șîșakî, regiunea Poltava, Ucraina, formată din satele Hoholeve (reședința), Malîkivșciîna, Șafranivka, Șarlaiivka și Voroneanșciîna.

## Demografie
Componența lingvistică a comunei Hoholeve
     Ucraineană (98,69%)
     Rusă (1,31%)
Conform recensământului din 2001, majoritatea populației comunei Hoholeve era vorbitoare de ucraineană (98,69%), existând în minoritate și vorbitori de rusă (1,31%).